# Ламбер, Марсель (политик)
Достопочтенный Марсе́ль Жозе́ф Эме́ Ламбе́р (фр. Marcel Lambert; 21 августа 1919 — 24 сентября 2000) — канадский политик и председатель Палаты общин Канады с 1962 по 1963, королевский адвокат, бакалавр торговли, бакалавр гражданского права, магистр искусств.

## Биография
Родился в Эдмонтоне (Альберта) в семье франкоканадца и валлонки. Поступил на военную службу в калгарианский полк King's Own во время Второй мировой войны и участвовал в битвах в ходе высадки в Дьепе во Франции. После возвращения в Альберту в 1946 он стал родсовским стипендиатом и отправился в Оксфордский университет для изучения права.
Вначале он был избран в Палату общин Канады как прогрессивно-консервативный депутат от округа Запад Эдмонтона на федеральных выборах 1957. На девяти последующих всеобщих выборах он переизбрался, оставаясь депутатом вплоть до своей отставки, в которую он ушёл прямо перед выборами 1984.